# BahnTower
A BahnTower (ismert még mint Bahntower vagy Bahn-Tower) egy 26 emeletes, 103 méter magas felhőkarcoló Németország fővárosában, Berlinben a Potsdamer Platz nevű téren. 1998 és 2000 között épült. Alapterülete 22 000 m². A Deutsche Bahn székháza. Ez a 6. legmagasabb épület Berlinben és a hatvannegyedik Németországban.

## Története
2007-ben és 2008-ban arról számoltak be, hogy a kis üvegdarabok hullottak le az utcára a homlokzat repedéseiből. Ezt 2016-ban egy végzetes esemény követte, amelyben egy 30 cm-es és 150 cm-es üvegtábla zuhant egy autóra az utcán.
A felhőkarcoló eredeti tulajdonosa a Sony volt a Sony Center vállalaton keresztül. 2008 februárjában a Morgan Stanley és más befektetők 600 millió euróért vásárolták fel a toronyt birtokló Sony Centert. 2007-ben a Deutsche Bahn azt tervezte, hogy átköltözik a dán 3XN vállalat által épített új központba a Berlin Hauptbahnhof mellé, de ez elmaradt, és a Deutsche Bahn meghosszabbította Bahntower szerződését.
Amikor a Morgan Stanley ingatlanalapjai pénzügyi nehézségekbe kerültek, 2010-ben eladták részesedésüket a dél-koreai nemzeti nyugdíjpénztárnak.

## Érdekességek
Az épület szerepel a LEGO játékgyár LEGO Architecture sorozatában is. A készletben Berlin többi nevezetes épületével együtt látható.

## Képek

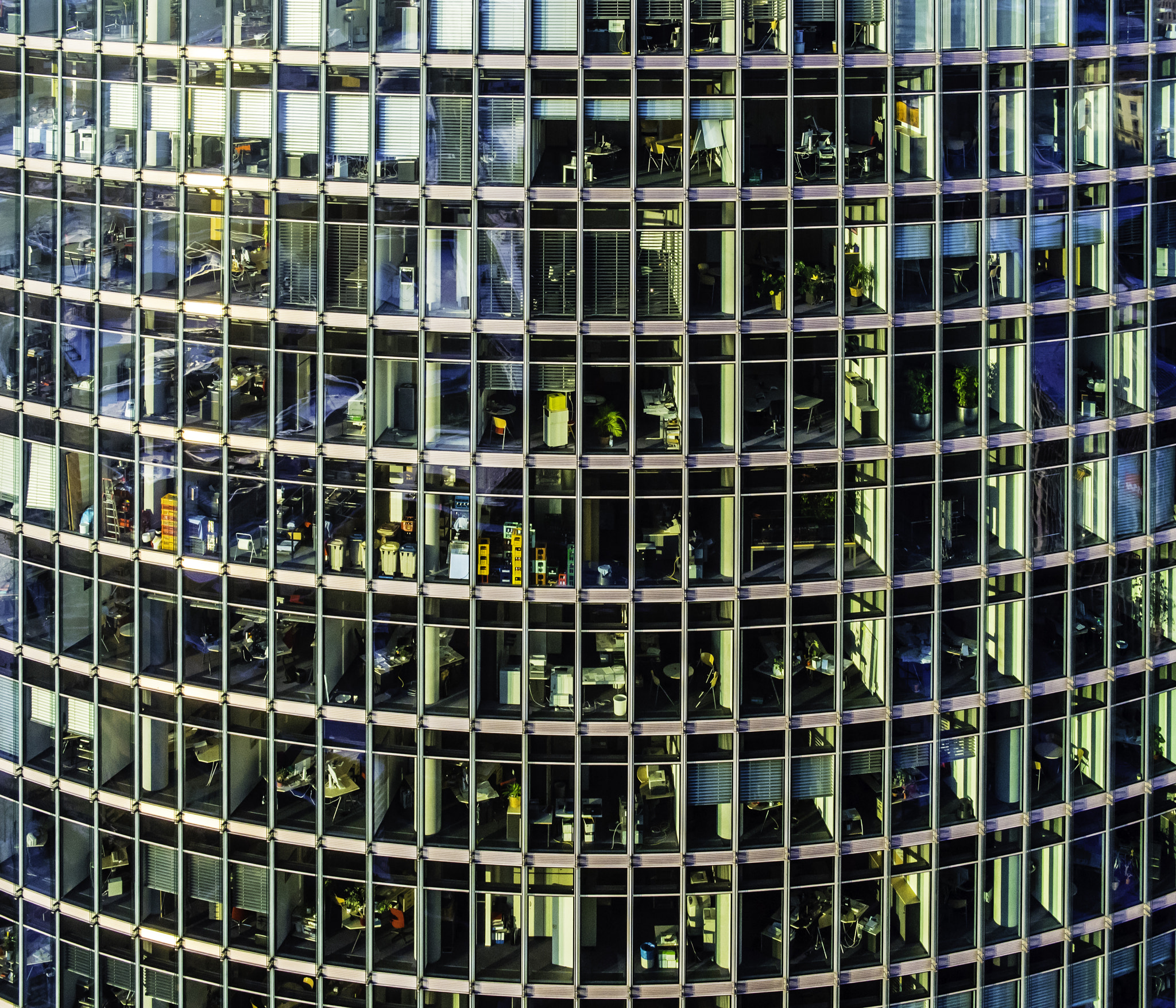
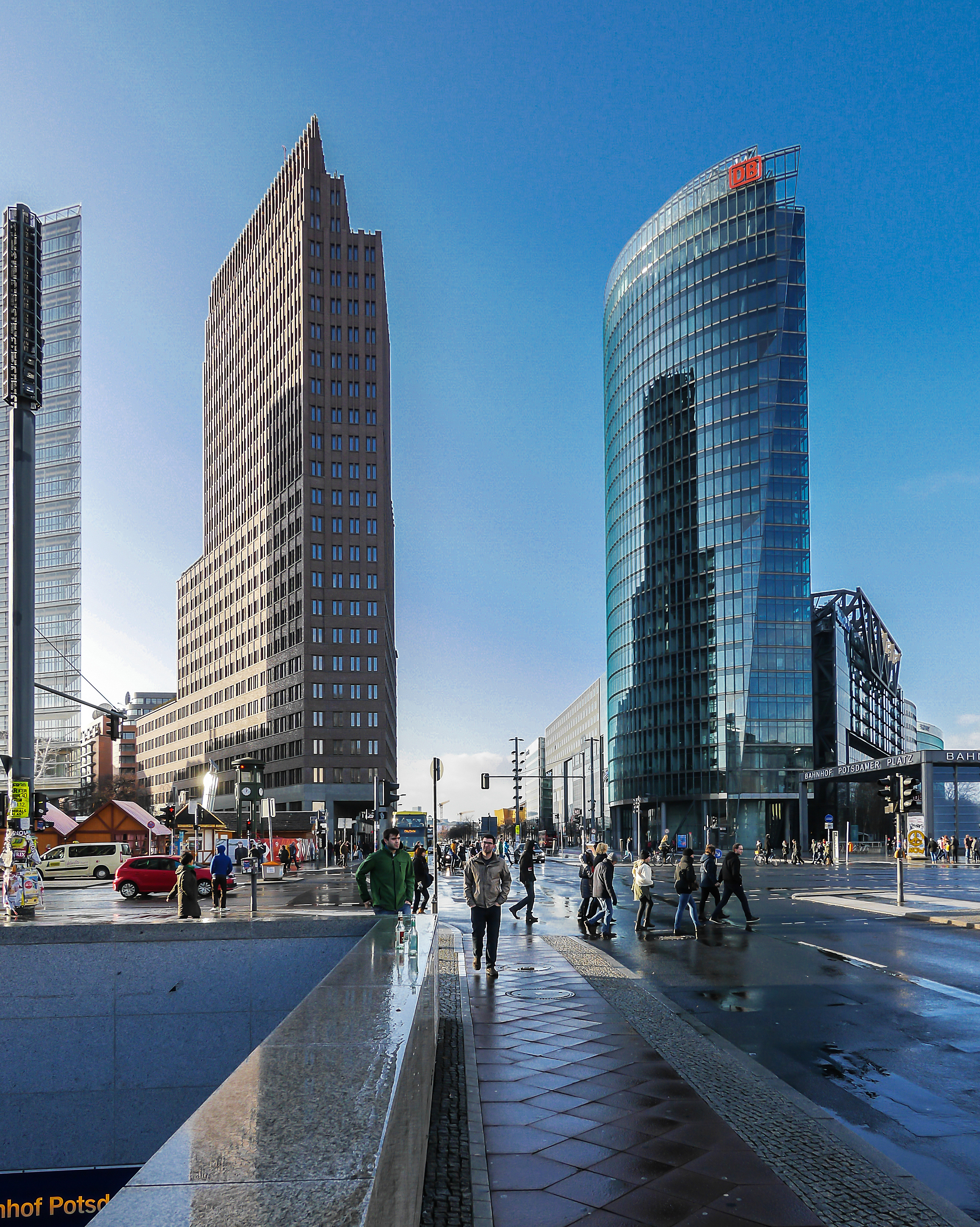
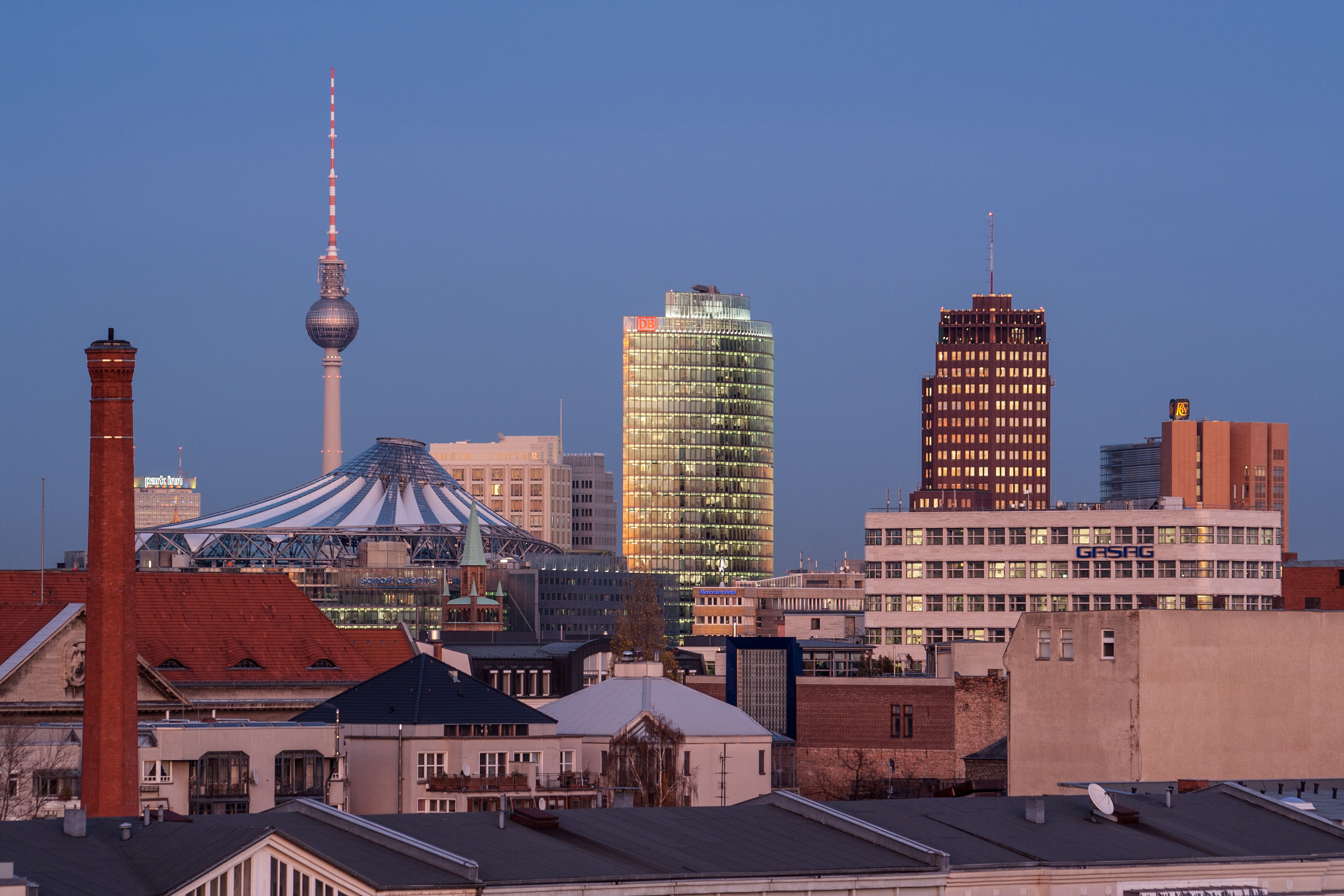
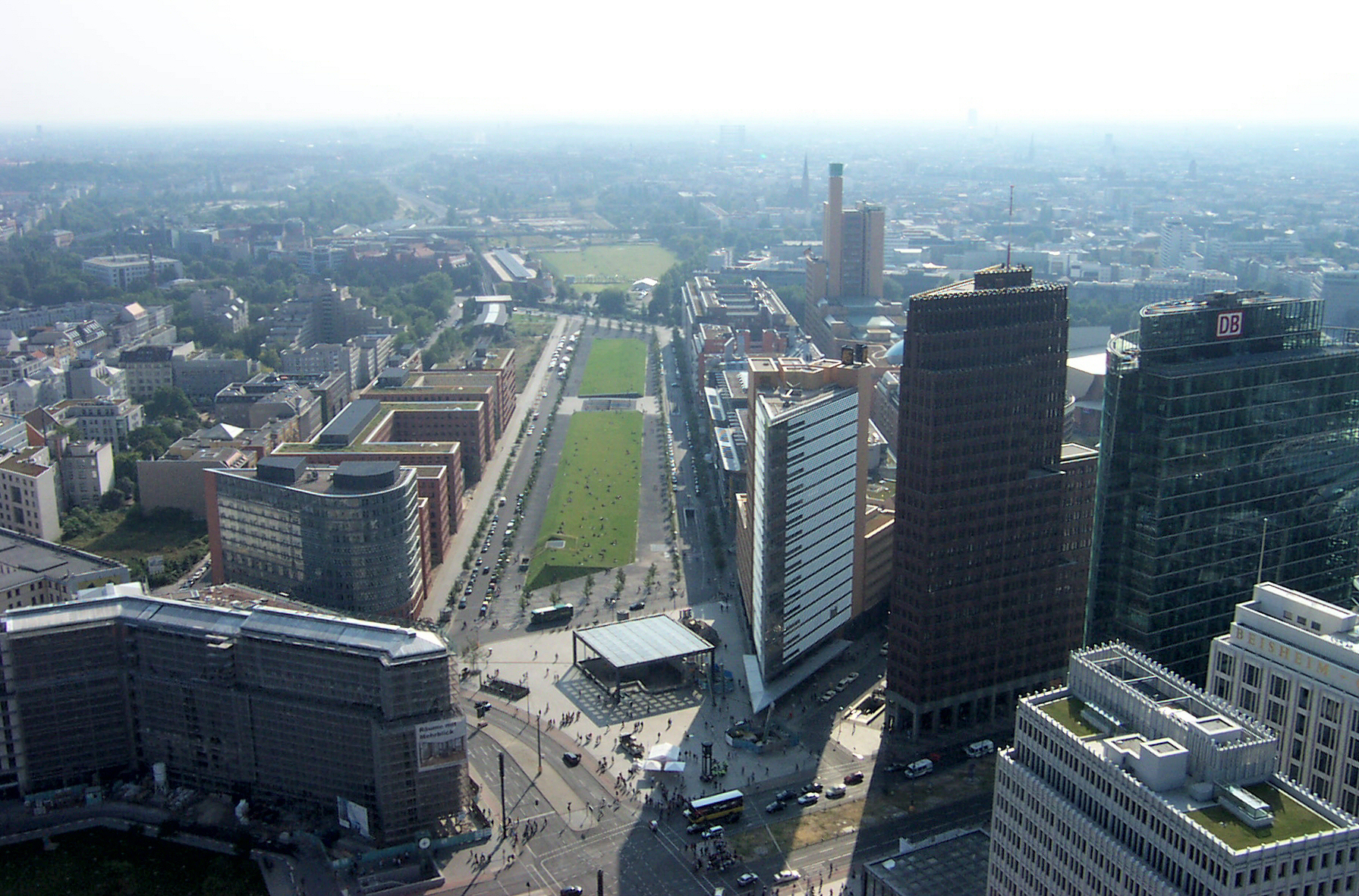
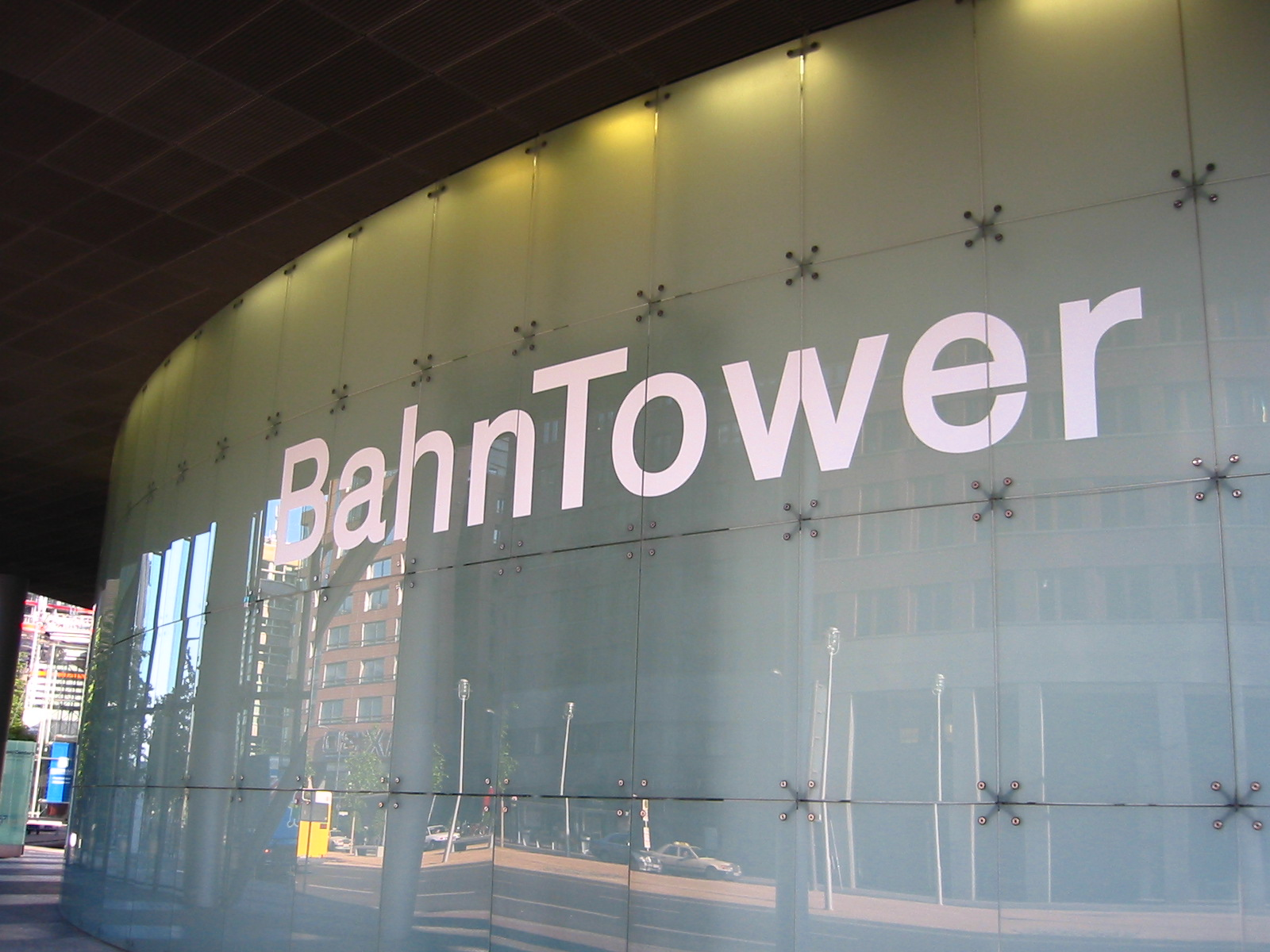